# Mohrenbach (Aubach)
Der Mohrenbach ist ein etwa 1,2 km langer, linker Zufluss des Aubachs nahe Erdingen (Gemeinde Reichshof), Oberbergischer Kreis, Nordrhein-Westfalen.

## Geographie

### Verlauf
Der Mohrenbach entspringt östlich von Erdingen auf etwa 430 m ü. NN und verläuft 1,2 km Richtung Osten, bevor er in der Landheckenwiese von links auf etwa 370 m ü. NN in den Aubach mündet.